# 平田一
平田一（ひらた はじめ）は、アニメ「宇宙戦艦ヤマトシリーズ」の登場人物。声優は曽我部和行（『ヤマトIII』）、伊勢文秀（リメイクアニメ）。

## 宇宙戦艦ヤマトIII
ヤマトの生活班炊事科に勤務するベテラン乗組員で、古代進とは同期の関係にある。初登場こそ『宇宙戦艦ヤマトIII』であるが、設定上は上司の幕之内勉とともに、イスカンダルへの旅（『宇宙戦艦ヤマト』）からの乗組員かつ対白色彗星帝国戦（『宇宙戦艦ヤマト2』）後の帰還メンバー19人に含まれている。初航海時からの古参乗組員・主人公格と同期・準主人公の教育者と、設定には恵まれていたが、劇中での登場は第4話と第6話のみと少なく、戦死後（第7話以降）にその存在を回顧されるなどといった描写も一切ない。
第4話では、新人の土門竜介に宇宙戦士の心得を懇切に説く一方、深夜の自己トレーニングを終えた古代にレモンティーを差し入れ、「もう1杯飲むかい」と言うなど、古参者ぶりを見せる。第6話での第11番惑星空域の戦闘で、ヤマトに衝突したガルマン・ガミラス帝国艦から食堂へ侵入した敵兵士たちとの銃撃戦の末、戦死する。平田ら戦死者の棺は宇宙葬となり、宇宙空間へ流された。
なお、声を担当した曽我部和行は『さらば宇宙戦艦ヤマト 愛の戦士たち』『宇宙戦艦ヤマト2』で山本明とラーゼラーも演じているが、本人は山本よりも平田の方が印象深く好きなキャラクターだとインタビューで答えている。

## リメイクアニメ
アニメ第1作『宇宙戦艦ヤマト』のリメイク作品である『宇宙戦艦ヤマト2199』を初作とする本シリーズでは、イスカンダルへの旅からの乗組員という設定が活かされて登場するが、所属は補給や資材の管理を行う主計科（原作での生活班）へ変更され、その責任者である主計長を務める一等宙尉となっている。また、ヤマトの食料供給システム「O・M・C・S」（オムシス）を管轄下に置いているほか、出身地は長崎県という設定も追加されている。
リデザイン担当は結城信輝。容貌は旧作とほぼ同じである。
紅茶の入れ方にはこだわりを持つ点や古代や島大介とは士官学校の同期である点など、基本設定は『ヤマトIII』とほぼ同じ。さらに本シリーズでは、メカフェチという設定や、見ただけで蕁麻疹が出るほどの虫嫌いという設定も追加されている。

### 劇中での登場（リメイクアニメ）
宇宙戦艦ヤマト2199
第1話において、戦艦キリシマ主計長として古代と島から波動コアを受け取るシーンで初登場。年齢は23歳。
ヤマト乗艦後は部下となった山本玲と共に主計科の任務に勤しみ、やがて彼女の航空隊への転属希望を了承する。玲には転属後も気遣いの言葉をかけ、懐の広さを見せている。第21話における七色星団海戦後の宇宙葬では、戦死したヤマト乗組員のみでなく、ガミラスの第442特務小隊隊員も「信じるもののために戦った」と丁重に納棺して送り出している。
漫画版（むらかわみちお）
アニメ版とは異なり、古代や島とはメ号作戦時点でほぼ初対面となっている。そのため、当初の古代は同期ではあるものの年上である平田に対して「平田さん」と敬語で話していたが、平田は古代に「同期だから平田と呼んでくれ」と頼んでいる。
アニメ版では戦闘に参加する場面はほぼ無いが、漫画版では近接戦闘のエキスパートと設定されている。一方、虫嫌いやメカフェチに関する描写は無い。ビーメラ4調査時、ガミラスが残置した四足歩行兵器に遭遇するが、冷静に弱点を突いて撃破する。
緋眼のエース
元主計科の玲が主人公であるため、元上司である平田も主要キャラクターとして登場する。
戦闘機への未練から主計科の仕事に身が入らない玲を気分転換に艦内巡回へ行かせるなど気を遣っているうえ、その後は彼女を心配して落ち着かなくなるなど保護者的な気質も見せており、部下たちからは呆れられている。
良くも悪くも言動が玲に影響を与え、その後の彼女の行動につながることが多く、平田本人もそのたびに「また何か余計なことをしたかもしれない」と自責している。

宇宙戦艦ヤマト2199 星巡る方舟
本編中では終盤の右舷展望室のシーンにモブキャラクターとして登場するのみであるが、尺や製作期間の都合でカットされたシーンでは平田がお茶を点てるシーンが予定されていた。むらかわによる「幻の茶道シーン」と称した設定画も起こされており、終盤のメガルーダとの決戦で破壊された左舷展望室は茶会席の舞台であったという。
宇宙戦艦ヤマト2202 愛の戦士たち
第2話における英雄の丘のシーンで初登場。年齢は27歳。他のヤマト乗組員とともに決起し、再びヤマトに乗艦する。本作では特にこれといった活躍はなく（そもそも主計科の描写自体がほぼない）、セリフも片手で数えるほどしかない。
皆川ゆかによる外伝小説、および同一エピソードが若干改稿されたうえで収録されている小説版では、軍の物資の流れが不自然であることに気づいたために左遷されたことや、キリシマの持ち出しに一役買ったと島に推測されていることが描写されている。
宇宙戦艦ヤマト2205 新たなる旅立ち
第2話から登場。年齢は29歳。大半の部門長が転属により代替わりした中で引き続き主計長を担う。
土門竜介が経歴改竄によって軍籍剥奪とヤマト退艦の処罰を受けそうになった際、彼を降ろしたくない古代の意を汲んで主計科に引き取る。第6話では、前話で雪が口にした「全員で背負う」という言葉の背景について、土門に質問されている。
ヤマトよ永遠に REBEL3199
第6話から登場。年齢は31歳。